# Adam Ravenscroft
Adam Ravenscroft (5 de abril de 1982) es un deportista británico que compitió en tiro con arco, en la modalidad de arco compuesto. Ganó una medalla de bronce en el Campeonato Mundial de Tiro con Arco al Aire Libre de 2015 y una medalla de oro en el Campeonato Europeo de Tiro con Arco al Aire Libre de 2018.

## Palmarés internacional
| Campeonato Mundial al Aire Libre | Campeonato Mundial al Aire Libre | Campeonato Mundial al Aire Libre | Campeonato Mundial al Aire Libre |
| Año                              | Lugar                            | Medalla                          | Prueba                           |
| -------------------------------- | -------------------------------- | -------------------------------- | -------------------------------- |
| 2015                             | Copenhague (Dinamarca)           | Medalla de bronce                | Individual                       |
| Campeonato Europeo al Aire Libre |                                  |                                  |                                  |
| Año                              | Lugar                            | Medalla                          | Prueba                           |
| 2018                             | Legnica (Polonia)                | Medalla de oro                   | Equipo                           |